# Christensonella ferdinandiana
Christensonella ferdinandiana är en orkidéart som först beskrevs av João Barbosa Rodrigues, och fick sitt nu gällande namn av Szlach., Mytnik, Górniak och Smiszek. Christensonella ferdinandiana ingår i släktet Christensonella och familjen orkidéer. Inga underarter finns listade i Catalogue of Life.